# Tamburin

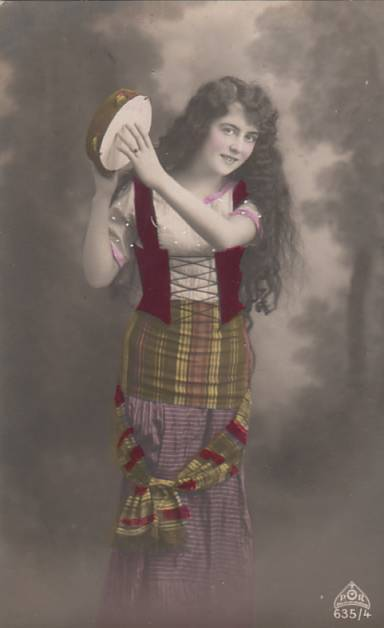
Frau mit Tamburin auf einer französischen Postkarte, um 1910

Das Tamburin (Eindeutschung des im Spätmittelalter ins Deutsche entlehnten französischen maskulinen Diminutivs tambourin von tambour, „Trommel“, von arabisch ṭambūr) ist eine einfellige Rahmentrommel mit Schellen. Tamburine bestehen aus einer einseitig mit Tierhaut (Kalb-, Ziegenfell) oder mit Kunststoff bespannten niedrigen zylindrischem Zarge (Reif) aus Metall oder häufiger Holz. Die Membran ist traditionell angenagelt oder kann mit Stimmschrauben gespannt werden. Die Zarge ist mit Schellen, überwiegend in Form von paarweise angeordneten, gewölbten Metallplättchen (Schellenpaare, Zimbeln), besetzt. Die Schellentrommel wird weltweit vielfach vor allem in Tanz und Folklore verwendet, kommt aber auch als Orchesterinstrument zum Einsatz.

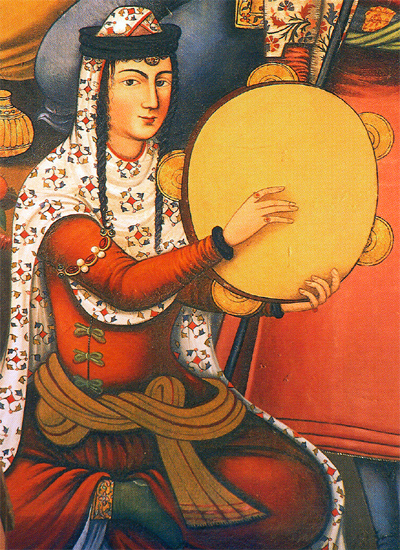
Daira-Spielerin – Wandmalerei im Tschehel-Sotun-Palast in Isfahan, 17. Jahrhundert

## Regionale Arten
- Die Schellentrommel heißt spanisch pandereta und hat in Spanien 17 bis 22 Zentimeter Durchmesser, französisch tambour de basque und italienisch tamburello (basco).
- Das katalanische tamborí ist eine kleine zweifellige Einhandtrommel, die in Kombination mit dem flabiol von einem einzigen Spieler (dem Tambourinaire) in der Cobla, der Sardanakapelle gespielt wird.
- Das Tamburin in arabischen Ländern heißt riq, im persischen Raum daf und in Zentralasien daira oder ähnlich.
- Aus der italienischen Volksmusik kommt das tamburello. Eine eigene Weiterentwicklung wird virtuos von Carlo Rizzo auch im Jazz gespielt.
- Das pandeiro spielt in der brasilianischen Volksmusik eine zentrale Rolle.

Ein ähnliches Instrument ohne Trommelfell ist der Schellenring oder Schellenkranz, der oft irrtümlich als Tamburin bezeichnet wird, weil im angloamerikanischen Sprachraum alle Schelleninstrumente tambourine genannt werden. Ein Tamburin ist nicht zu verwechseln mit dem brasilianischen schellenlosen tamborim. Eine historische Rahmentrommel ist das Tabor.

## Spielweise
Das Tamburin kann mit Fingern, Handfläche, Faust oder Schlägel geschlagen werden, wobei je nach Nähe zum Rahmen der kurze harte Schlag auf das Fell oder das hohe Klirren der Schellen im Vordergrund des Klangs stehen. Bei Tänzen wird das Tamburin vielfach auch gegen den Ellbogen oder das Knie geschlagen. Daneben kann ein längerer Schellenklang wie auch beim Schellenring durch Schütteln oder durch das Reiben mit dem Daumen über das Trommelfell erzeugt werden.
Seit ihrem Einsatz in der romantischen Oper Oberon von Carl Maria von Weber 1826 wurde das Tamburin auch gelegentlich in der klassischen Musik verwendet.